# US Open i tennis 2017
US Open i tennis 2017 var den 137:e upplagan av tävlingen och den fjärde Grand Slam-turnering i tennis för året. Turneringen spelades mellan 28 augusti och 10 september.

## Herrsingel
I herrarnas singelturneringen var Rafael Nadal toppseedad följt av Andy Murray och Roger Federer. Andy Murray tvingades dock lämna återbud på grund av skada. I finalen vann Rafael Nadal mot Kevin Anderson med 3–0 i set.

## Damsingel
I damernas singelturneringen var Karolína Plíšková toppseedad följt av Simona Halep och Garbiñe Muguruza. I finalen vann Sloane Stephens mot Madison Keys med 2–0 i set.

## Herrdubbel
I herrarnas dubbelturnering var Henri Kontinen och John Peers toppseedade. I finalen vann Jean-Julien Rojer och Horia Tecău mot Feliciano López och Marc López med 2–0 i set.

## Damdubbel
I damernas dubbelturnering var Jekaterina Makarova och Jelena Vesnina toppseedade. I finalen vann Chan Yung-jan och Martina Hingis mot Lucie Hradecká och Kateřina Siniaková med 2–0 i set.